# Suécia nos Jogos Olímpicos de Verão de 2016

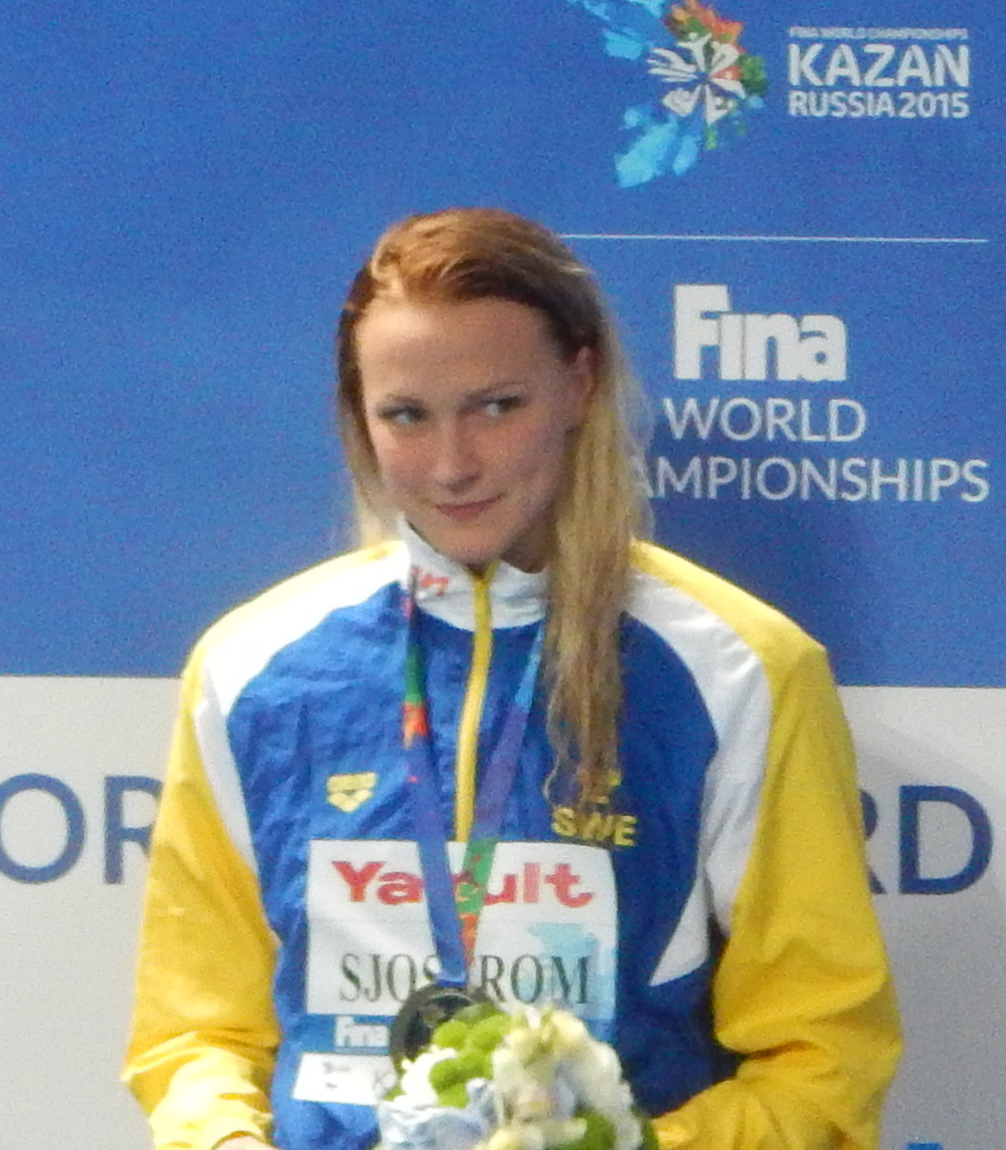
Sarah Sjöström
Natação
Medalha de ouro
Medalha de prata
Medalha de bronze

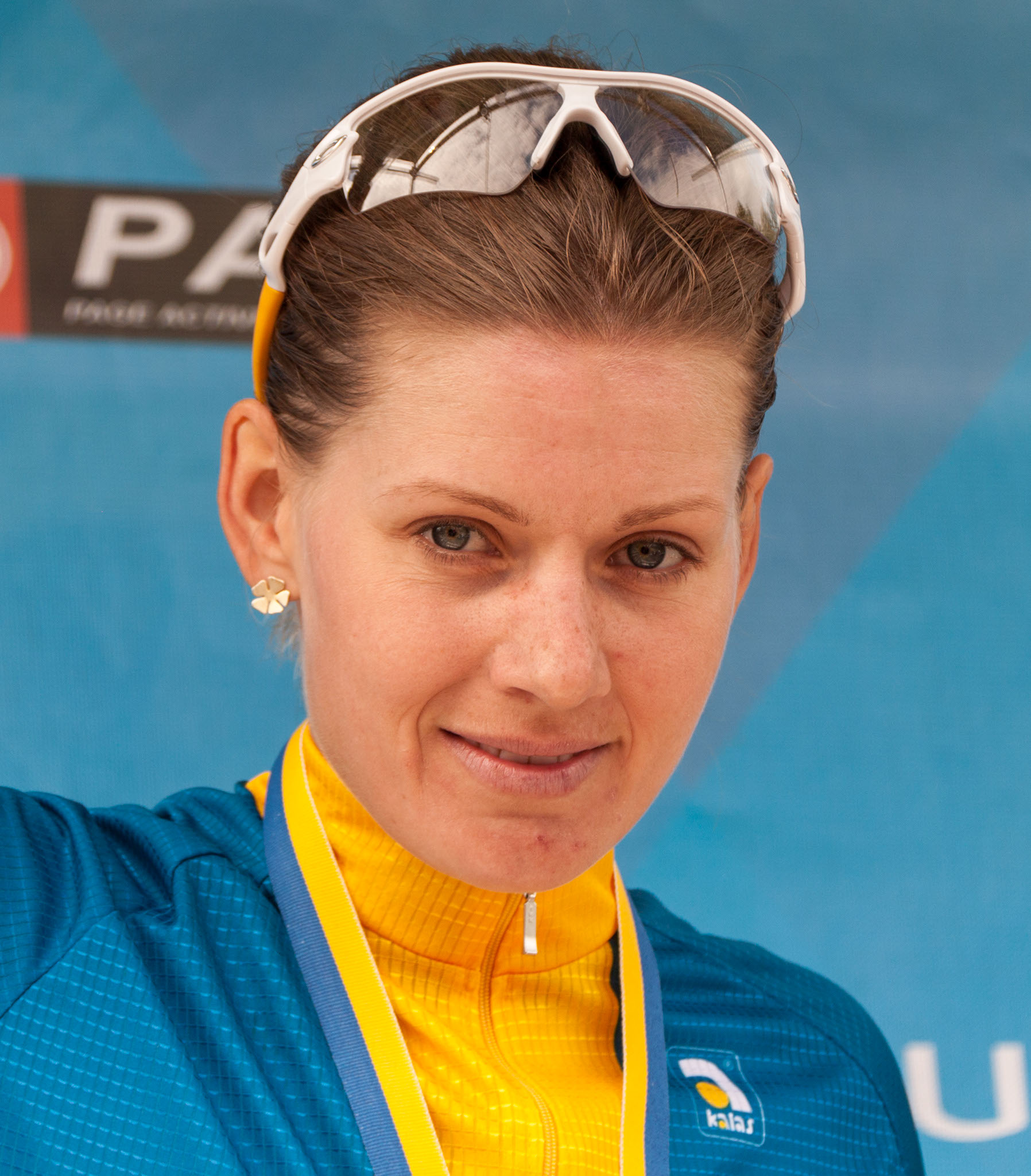
Emma Johansson
Ciclismo
Medalha de prata.

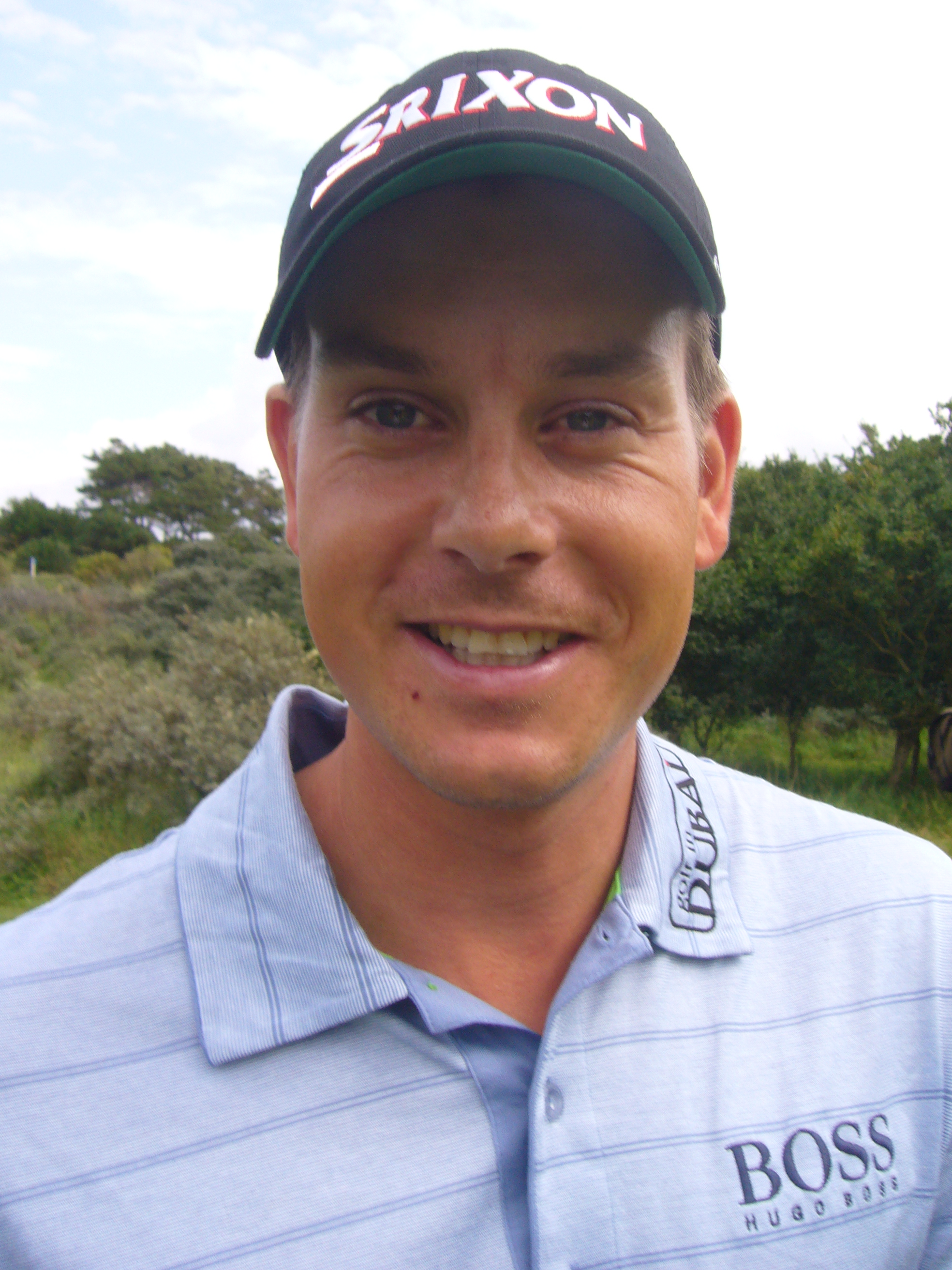
Henrik Stenson
Golfe
Medalha de prata.

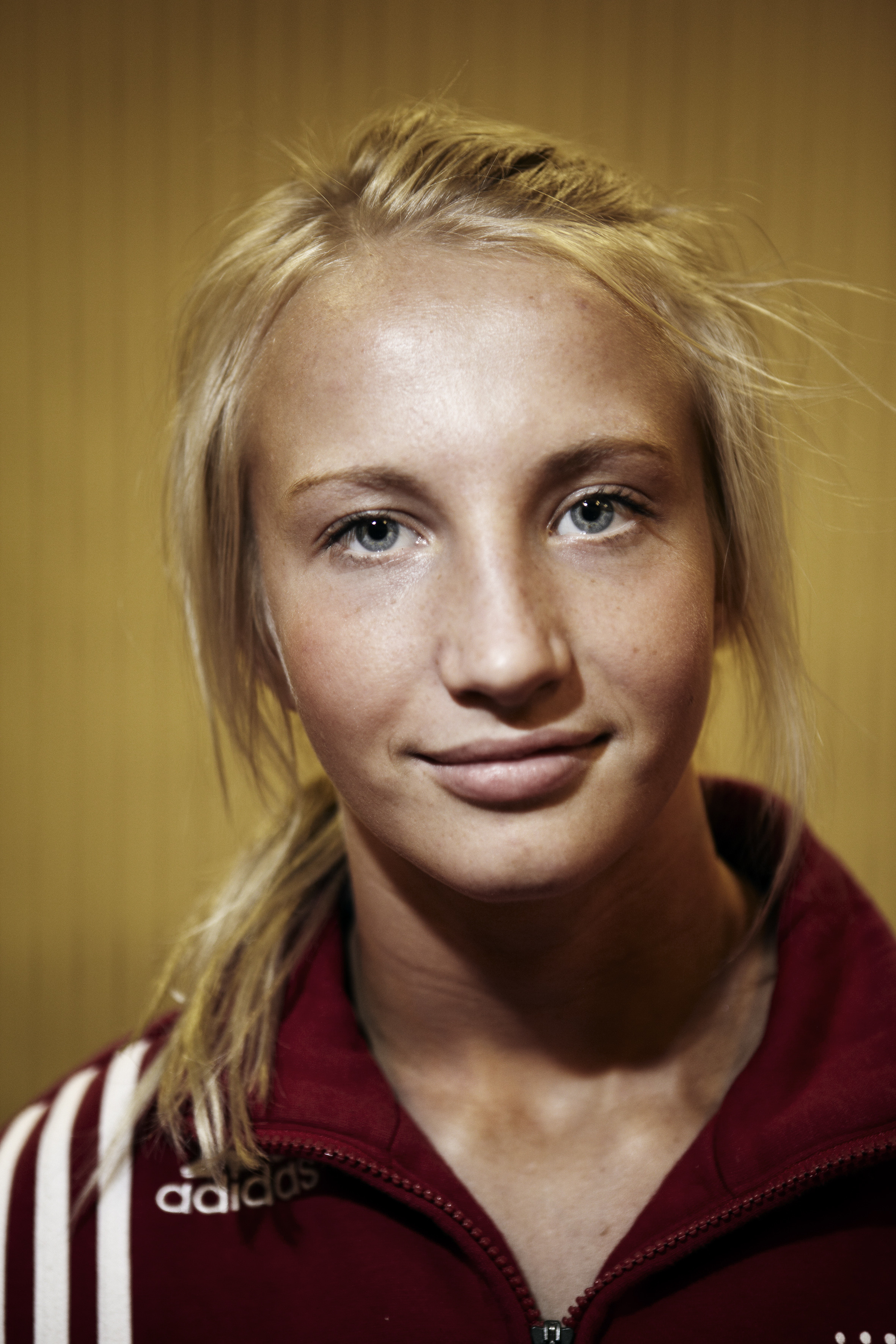
Sofia Mattsson
Luta livre
Medalha de bronze

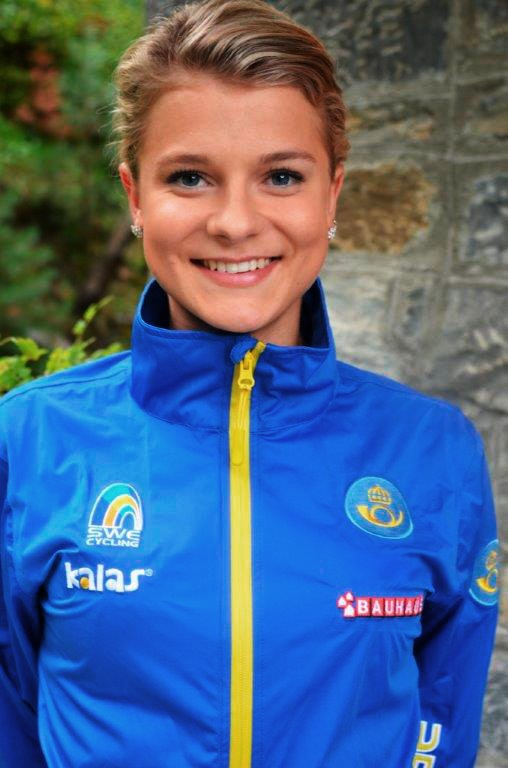
Jenny Rissveds
Ciclismo
Medalha de ouro.

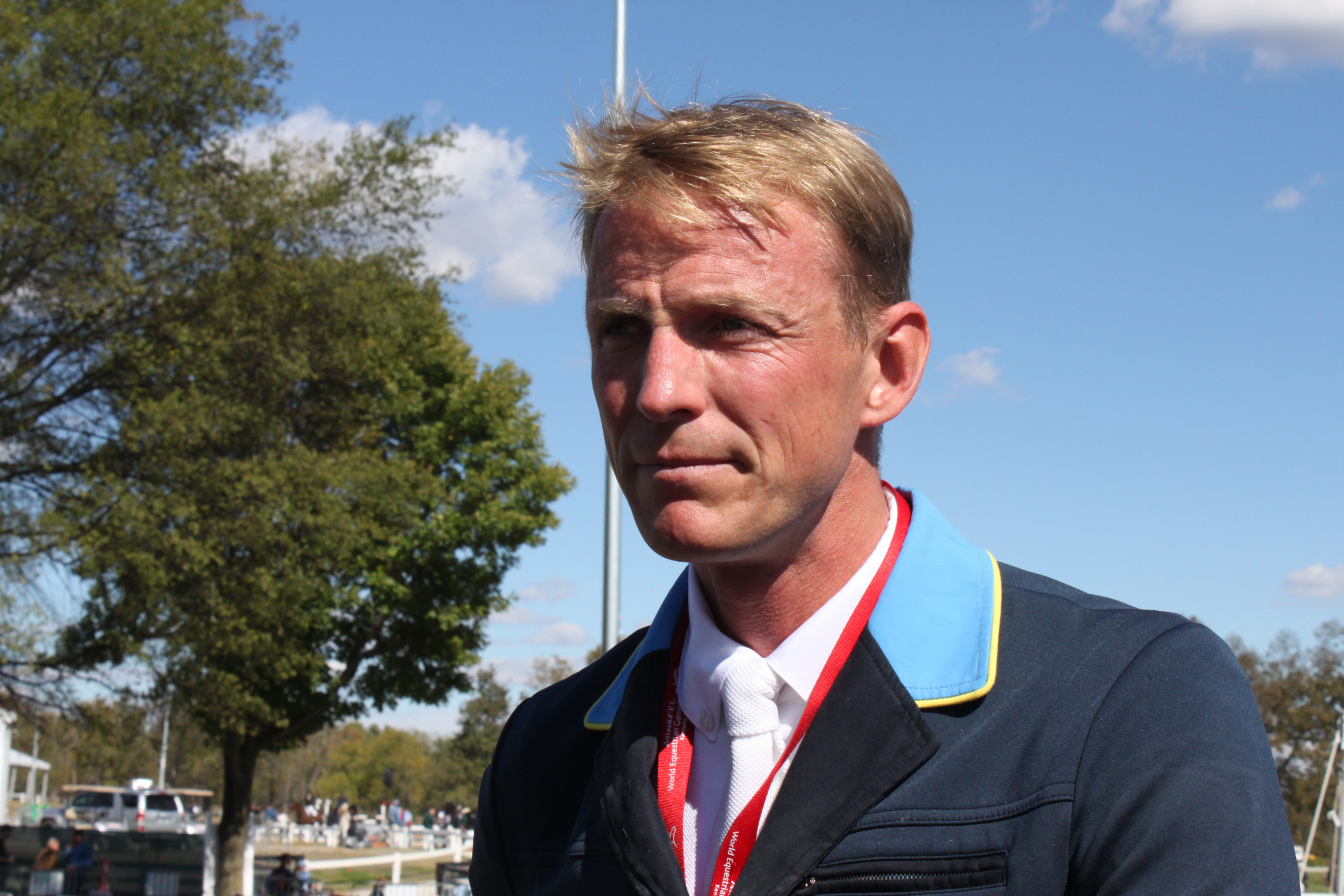
Peder Fredricson
Hipismo
Medalha de prata.

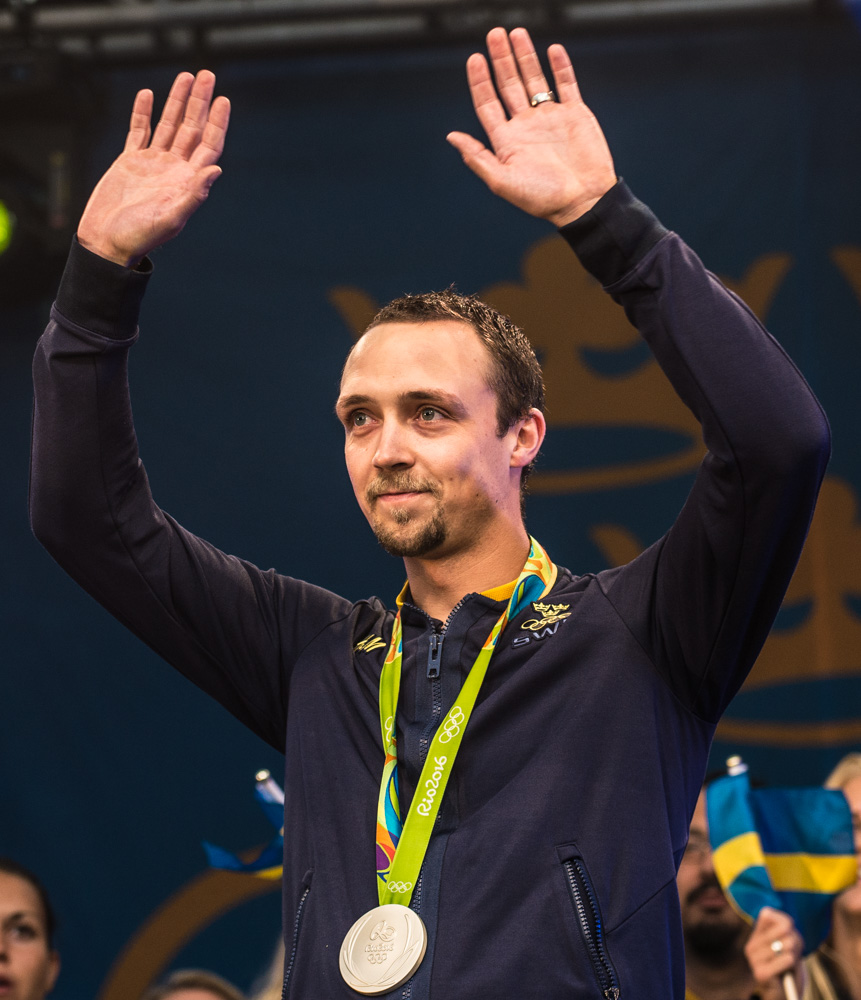
Marcus Svensson
Tiro
Medalha de prata.

A Suécia competiu nos Jogos Olímpicos de Verão de 2016 no Rio de Janeiro, entre os dias 5 e 21 de agosto de 2016, com 152 atletas em 22 desportos.
Esta foi a trigésima vez que o país participou nos Jogos Olímpicos da Era Moderna, não tendo estado presente apenas uma vez, nos Jogos Olímpicos de Verão de 1904, em St. Louis.

O Comité Olímpico da Suécia (Sveriges Olympiska Kommitté) é responsável pela organização dos desportos olímpicos e pela regulação das competições que qualificam os atletas suecos para as provas dos Jogos Olímpicos.

## Medalhas
| Medalha | Atleta                            | Desporto | Prova                 | Data         |
| ------- | --------------------------------- | -------- | --------------------- | ------------ |
| Ouro    | Sarah Sjöström                    | Natação  | 100 metros mariposa   | 7 de agosto  |
| Ouro    | Jenny Rissveds                    | Ciclismo | Women's cross-country | 20 de agosto |
| Prata   | Emma Johansson                    | Ciclismo | Ciclismo de estrada   | 7 de agosto  |
| Prata   | Sarah Sjöström                    | Natação  | 200 metros livre      | 9 de agosto  |
| Prata   | Markus Svensson                   | Tiro     | Tiro                  | 13 de agosto |
| Prata   | Henrik Stenson                    | Golfe    | Golfe                 | 14 de agosto |
| Prata   | Peder Fredricson                  | Hipismo  | Hipismo               | 19 de agosto |
| Prata   | Seleção Sueca de Futebol Feminino | Futebol  | Futebol               | 19 de agosto |
| Bronze  | Sarah Sjöström                    | Natação  | 100 metros livre      | 11 de agosto |
| Bronze  | Jenny Fransson                    | Lutas    | Luta livre -69 kg     | 17 de agosto |
| Bronze  | Sofia Mattsson                    | Lutas    | Luta livre -53 kg     | 18 de agosto |

## Competidores

### Modalidades desportivas
Atletas suecos nos Jogos Olímpicos de 2016 no Rio de Janeiro (Brasil).
| Modalidade     | Homens | Mulheres | Total |
| -------------- | ------ | -------- | ----- |
| Atletismo      | 6      | 10       | 16    |
| Badminton      | 1      | 0        | 1     |
| Boxe           | 0      | 1        | 1     |
| Canoagem       | 2      | 3        | 5     |
| Ciclismo       | 0      | 4        | 4     |
| Futebol        | 18     | 18       | 36    |
| Ginástica      | 0      | 1        | 1     |
| Golfe          | 2      | 2        | 4     |
| Halterofilismo | 0      | 1        | 1     |
| Handebol       | 14     | 14       | 28    |
| Hipismo        | 5      | 7        | 12    |
| Judo           | 3      | 1        | 4     |
| Lutas          | 3      | 4        | 7     |
| Natação        | 2      | 9        | 11    |
| Remo           | 0      | 1        | 1     |
| Taekwondo      | 0      | 2        | 2     |
| Ténis          | 0      | 1        | 1     |
| Ténis de mesa  | 3      | 2        | 5     |
| Tiro           | 3      | 0        | 3     |
| Tiro com arco  | 0      | 1        | 1     |
| Triatlo        | 0      | 1        | 1     |
| Vela           | 4      | 3        | 7     |
| Total          | 66     | 86       | 152   |

### Atletas participantes
| Modalidade     | Competidores |
| Atletismo      | Charlotta Fougberg · Daniel Ståhl · Erika Kinsey · Khadijatou Sagnia · Kim Amb · Melker Svärd Jacobsson · Meraf Bahta · Michaela Meijer · Michel Tornéus · Perseus Karlström · Sarah Lahti · Susanna Kallur · Angelica Bengtsson |
| Badminton      | Henri Hurskainen |
| Boxe           | Anna Laurell Nash |
| Canoagem       | Isak Öhrström · Karin Johansson · Linnea Stensils · Petter Menning · Sofia Paldanius |
| Ciclismo       | Emilia Fahlin · Emma Johansson · Jenny Rissveds · Saara Mustonen |
| Futebol        | Seleção Sueca de Futebol Feminino Caroline Seger · Elin Rubensson · Emilia Appelqvist · Emma Berglund · Fridolina Rolfö · Hedvig Lindahl · Hilda Carlén · Jonna Andersson · Kosovare Asllani · Linda Sembrant · Lisa Dahlkvist · Lotta Schelin · Magdalena Eriksson · Nilla Fischer · Olivia Schough · Sofia Jakobsson · Stina Blackstenius |
| Ginástica      | Emma Larsson |
| Golfe          | Anna Nordqvist · David Lingmerth · Henrik Stenson · Pernilla Lindberg |
| Halterofilismo | Angelica Roos |
| Handebol       | Isabelle Gulldén · Carin Strömberg · Emma Ek · Filippa Idéhn · Fredrik Petersen · Frida Tegstedt · Jamina Roberts · Jenny Alm · Jerry Tollbring · Jesper Nielsen · Jim Gottfridsson · Johan Jakobsson · Johanna Bundsen · Jonathan Stenbäcken · Kim Andersson · Linn Blohm · Linnea Torstensson · Louise Sand · Mattias Andersson · Mattias Zackrisson · Mikael Appelgren · Nathalie Hagman · Philip Stenmalm · Sabina Jacobsen · Tobias Karlsson · Andreas Nilsson · Angelica Wallén |
| Hipismo        | Frida Andersén · Henrik von Eckermann · Juliette Ramel · Ludvig Svennerstål · Malin Baryard Johnsson · Patrik Kittel · Peder Fredricson · Rolf Göran Bengtsson · Sara Algotsson Ostholt · Therese Nilshagen · Tinne Wilhelmsson-Silfvén |
| Judo           | Marcus Nyman · Martin Pacek · Mia Hermansson · Robin Pacek |
| Lutas          | Fredrik Schön · Henna Johansson · Jenny Fransson · Johan Eurén · Johanna Mattsson · Sofia Mattsson · Zakarias Berg |
| Natação        | Erik Persson · Ida Lindborg · Ida Marko-Varga · Jennie Johansson · Louise Hansson · Michelle Coleman · Sarah Sjöström · Simon Sjödin · Sophie Hansson · Stina Gardell · Therese Alshammar |
| Remo           | Anna Malvina Svennung |
| Taekwondo      | Elin Johansson · Nikita Glasnovic |
| Ténis          | Johanna Larsson |
| Ténis de mesa  | Anton Källberg · Fen Li · Kristian Karlsson · Matilda Ekholm · Pär Gerell |
| Tiro           | Håkan Dahlby · Marcus Svensson · Stefan Nilsson |
| Tiro com arco  | Christine Bjerendal |
| Triatlo        | Lisa Nordén |
| Vela           | Anton Dahlberg · Fredrik Bergström · Hanna Klinga · Jesper Stålheim · Josefin Olsson · Lisa Ericson · Max Salminen |

## Natação
| Atleta                                                                       | Prova           | Eliminatórias | Eliminatórias | Semifinal   | Semifinal   | Final       | Final       |
| Atleta                                                                       | Prova           | Tempo         | Pos.          | Tempo       | Pos.        | Tempo       | Pos.        |
| ---------------------------------------------------------------------------- | --------------- | ------------- | ------------- | ----------- | ----------- | ----------- | ----------- |
| Louise Hansson                                                               | 100 m borboleta | 59,73         | 31º           | Não avançou | Não avançou | Não avançou | Não avançou |
| Michelle Coleman Sarah Sjöström Ida Marko-Varga Louise Hansson Ida Lindborg* | 4 x 100 m livre | 3:36,42       | 6º Q          | —           | —           | 3:35,90     | 5º          |

- Swam nas eliminatórias única

| Atleta       | Prova      | Eliminatórias | Eliminatórias | Semifinal   | Semifinal   | Final       | Final       |
| Atleta       | Prova      | Tempo         | Pos.          | Tempo       | Pos.        | Tempo       | Pos.        |
| ------------ | ---------- | ------------- | ------------- | ----------- | ----------- | ----------- | ----------- |
| Erik Persson | 100m peito | 1:01,20       | 32º           | Não avançou | Não avançou | Não avançou | Não avançou |